# Аристов, Леонид Варсанофьевич
Леони́д Варсано́фьевич А́ристов  (12 апреля 1919, Карпуниха, Нижнегородская губерния — 25 марта 2009, Москва) — советский режиссёр и художник мультипликационных фильмов.

## Биография
Родился 12 апреля 1919 года в деревне Карпуниха Нижегородской губернии, рос в Ростове-на-Дону.
В 1939 году поступил на художественный факультет ВГИКа, проучился короткое время и был призван в Красную армию. Не дослужив до демобилизации, стал участником Великой Отечественной войны — попал в отдельный саперный батальон. Доучиваться пришлось после демобилизации, Аристов окончил институт в 1951 году, получив красный диплом.
Первоначально работал художником-постановщиком, а затем и режиссёром на «Союзмультфильме» с 1951 по 1971 год. С 1968 года, как художник работал для Московского издательства «Изобразительное искусство» и «Советский художник», которые выпустили несколько выпусков серии открыток с выполненными им рисунками: «Друзья человека» 1972, «Птицы» 1968 год, «Стрекозы» 1987 год, «Бабочки» (7 выпусков с 1971 по 1983 год).
С 1971 до 1979 года работал режиссёром студии «Мульттелефильм» творческого объединения «Экран».
После этого находился на пенсии.
Умер 25 марта 2009 года в Москве. Похоронен на Кузьминском кладбище.

## Фильмография

### Художник-постановщик
- 1954 — Соломенный бычок

- 1956 — В яранге горит огонь (совм. с Виктором Никитином)

### Ассистент режиссёра
- 1956 — В яранге горит огонь

### Режиссёр
- 1954 — Соломенный бычок
- 1957 — Храбрый оленёнок
- 1958 — Золотые колосья
- 1960 — Золотое пёрышко
- 1961 — Фунтик и огурцы
- 1963 — Африканская сказка
- 1967 — Могло случиться
- 1968 — Дорожное происшествие
- 1969 — Это дело не моё (по заказу ГУПО)[4]
- 1969 — Заколдованный круг (Фитиль №79)
- 1971 — Ослик Плюш
- 1971 — Приключения Незнайки и его друзей (серия 3: Как Знайка придумал воздушный шар)
- 1973 — Волшебник Изумрудного города (серия 2: Дорога из жёлтого кирпича)
- 1974 — Здравствуйте, тётя Лиса!
- 1975 — Волк и семеро козлят на новый лад
- 1976 — Заколдованное слово
- 1976 — Репетиция
- 1978 — Златовласка
- 1979 — Квакша

## Награды
- В 1956 году за сказку «В яранге горит огонь» получил Первую премию на VIII международном фестивале для детей и юношества в Венеции; в 1957 году — Золотую медаль международного кинофестиваля в рамках VI Международного фестиваля молодежи и студентов.
- За фильм «Храбрый оленёнок» в 1958 году получил Диплом XII Эдинбургского международного кинофестиваля.